# Psammobatis rutrum
Psammobatis rutrum is een vissoort uit de familie van de Arhynchobatidae. De wetenschappelijke naam van de soort is voor het eerst geldig gepubliceerd in 1891 door Jordan.